# 1ª Divisão 2019-2020
La 1ª Divisão 2019-2020 è stata la 30ª edizione del massimo torneo di calcio a 5 portoghese. La stagione regolare è iniziata il 6 settembre 2019 e si sarebbe dovuta concludere il 10 maggio 2020, prolungandosi fino a giugno con la disputa dei play-off, ma è stata interrotta dalla pandemia di COVID-19, annullando così l'assegnazione del titolo e le retrocessioni.

## Stagione regolare

### Classifica
|  | Pos. | Squadra           | Pt | G  | V  | N | P  | GF  | GS  | DR  |
|  | ---- | ----------------- | -- | -- | -- | - | -- | --- | --- | --- |
|  | 1.   | Sporting Lisbona  | 55 | 20 | 18 | 1 | 1  | 119 | 43  | +76 |
|  | 2.   | Benfica           | 53 | 20 | 17 | 2 | 1  | 100 | 34  | +66 |
|  | 3.   | Modicus           | 34 | 20 | 10 | 4 | 6  | 71  | 56  | +15 |
|  | 4.   | Leões             | 34 | 20 | 11 | 1 | 8  | 73  | 62  | +11 |
|  | 5.   | Quinta dos Lombos | 31 | 20 | 10 | 1 | 9  | 69  | 75  | -6  |
|  | 6.   | Azeméis           | 30 | 20 | 10 | 0 | 10 | 60  | 78  | -18 |
|  | 7.   | Braga             | 29 | 20 | 9  | 2 | 9  | 66  | 52  | +14 |
|  | 8.   | Fundão            | 27 | 20 | 8  | 3 | 9  | 66  | 64  | +2  |
|  | 9.   | Viseu 2001        | 26 | 20 | 7  | 5 | 8  | 89  | 93  | -4  |
|  | 10.  | Eléctrico         | 25 | 20 | 8  | 1 | 11 | 67  | 75  | -8  |
|  | 11.  | Burinhosa         | 23 | 20 | 6  | 5 | 9  | 59  | 68  | -9  |
|  | 12.  | Portimonense      | 22 | 20 | 7  | 1 | 12 | 72  | 96  | -24 |
|  | 13.  | Belenenses        | 10 | 20 | 3  | 1 | 16 | 51  | 101 | -50 |
|  | 14.  | Candoso           | 7  | 20 | 2  | 1 | 17 | 43  | 108 | -65 |

### Verdetti
- Benfica e Sporting CP qualificati alla UEFA Futsal Champions League 2020-2021.

## Supercoppa del Portogallo
La 22ª edizione della competizione ha opposto il Benfica, vincitore del campionato, e lo Sporting Lisbona, vincitore della coppa. Il trofeo è stato assegnato tramite una gara unica disputata sul campo neutro di Torres Novas.
| Arbitro: | Rúben Santos |

|                          |           |                                                                     |
| Fits 36’ Fernandinho 38’ | Marcatori | 1’ Taynan 3’, 24’ Rocha 21’ (aut.) Chaguinha 26’ Cardinal 37’ Matos |